# Thalassodendron
Thalassodendron là một chi thực vật có hoa trong họ Cymodoceaceae.